# Portal (альбом)
Portal (стилизовано как PORTAL) — дебютный мини-альбом украинского дуэта электронной музыки «AINA», вышедший и поступивший в продажу 10 июня 2015 года.

## Об альбоме
«Portal» является первым альбомным релизом группы, который был выпущен 10 июня 2015 года на сервисе «SoundCloud». Запись альбома проходила в Киеве на студии звукозаписи «KOMORA» около одного года, с 2014 по 2015. Альбом включает в себя пять композиций на русском языке, тексты которых были написаны вокалисткой Айной Вильберг, а музыка Никитой Будашем. Заглавной песней альбома является одноимённая песня, которая впоследствии стала саундтреком к сериалити «Киев днем и ночью», песня прозвучала в первой серии третьего сезона. В целом альбом выполнен в жанре электронной музыки с преобладанием гитарного звучания. Продюсером дебютной EP-пластинки выступил Константин Костенко.

## Критика
Медиа и музыкальный эксперт, а также журналист и диджей Stereoigor (Игорь Панасенко) из аудио журнала «STEREOBAZA», который в настоящее время выходит в эфире Просто радио (Украина), в целом положительно описал пластинку. Автор пишет, что в проекте «AINA» музыканты с внушительным и разношерстным бэкграундом нашли новые для себя роли: «Тексты на русском о фанатичных местах „между небом и землей“, „мой свет“ дополняют настроение нереальности происходящего, созданное музыкой, написанной на аналоговых синтезаторах и большим количеством вокальным бэков Никиты и Айны. По звучанию вполне очевидно, что люди, которые это придумали и издают, точно в курсе происходящего в мировой электронной и поп-музыке». Он также отметил, что треки «AINA» нигде и никогда ранее не звучали.

## Список композиций
| №  | Название                                           | Длительность |
| -- | -------------------------------------------------- | ------------ |
| 1. | «Мой свет» (стилизовано как «MOJ SVET»)            | 3:35         |
| 2. | «Портал» (стилизовано как «PORTAL»)                | 4:56         |
| 3. | «Калейдоскопы» (стилизовано как «KALEJDOSKOPY»)    | 3:24         |
| 4. | «Я рыба» (стилизовано как «JA RYBA»)               | 4:05         |
| 5. | «Женщина. Мужчина. Хам» (стилизовано как «ZH.M.H») | 3:51         |

## Над альбомом работали
- Айна Вильберг — вокал
- Никита Будаш — музыка
- Константин Костенко — музыкальный продюсер
- Максим Март — дизайнер обложки